# 柯林斯高级英语词典
由哈珀柯林斯公司出版的《柯林斯高级英语词典》（Collins COBUILD Advanced Dictionary，缩写作 CCAD）为几乎每个英语单词的意思举出了例句来解释用法，其解释以整个句子而非仅仅短语的形式呈现，并提供了音标读法（除了第6版）。其音标采用的是国际音标。该词典的第一页上附有CD数字版。《CCAD》对美式英语的解释有一些不足，不过在同时也出版了《柯林斯高级美式英语词典》。